# Вулиця Алімпія Галика (Київ)
Ву́лиця Алі́мпія Га́лика — вулиця в Дарницькому районі міста Києва, у межах села Осокорки. Пролягає від ріки Дніпро до вулиці Маслівка.
Прилучаються вулиці: Зарічна, 40-ва Садова, 41-ша Садова, 42-га Садова, 43-тя Садова, 45-та Садова, 46-та Садова, 47-ма Садова.

## Історія
Виникла в першій половині XX століття під назвою Бессарабська вулиця (вулиця Бессарабка). 1982 року отримала назву Малоземельська (Малоземельна), на честь Малої землі — плацдарму поблизу Новоросійська, описаного в книзі Леоніда Брежнева «Мала Земля».
Упродовж 10 серпня — 10 жовтня 2018 року відбувалося громадське обговорення проекту перейменування вулиці. 
Сучасна назва на честь іконописця Києво-Печерської лаври Алімпія Галика — з 2021 року.